# الطريق إلى العبودية
الطريق إلى العبودية (بالإنجليزية: The Road to serfdom)‏هو كتاب كتبه الفيلسوف والاقتصادي النمساوي فريدريك فون هايك (1899-1992) بين عامي 1940 و1943 حيث «حذر من خطر الطغيان الذي ينتج لامحالة من سيطرة الحكومة على صنع القرار الاقتصادي عن طريق التخطيط المركزي»، وقال بأن التخلي عن الفردية والليبرالية الكلاسيكية والحرية سيقود لامحالة إلى القمع الاشتراكي أو الفاشي وإلى الاستبداد وإلى عبودية الفرد. تحدى هايك، بشكل كبير، وجهة النظر العامة بين الأكاديميين البريطانيين في أن الفاشية كانت ردة فعل رأسمالية ضد الاشتراكية، بل قال بأن الفاشية والاشتراكية لديهما جذور مشتركة في التخطيط الاقتصادي المركزي وفي سلطة الدولة على الفرد.
الطريق إلى العبودية واحد من أكثر الكتب تأثيراً وشيوعاً بين الكتب ذات النزعة الليبرالية، ويبقى عملاً شعبياً ومؤثراً في الخطاب المعاصر، حيث بيع منه أكثر من مليوني نسخة ومازال على قائمة الكتب الأكثر مبيعاً.
كتاب الطريق إلى العبودية اتخذ طريقه إلى الشهرة في المجلد الثاني من أطروحة هايك والتي عنوانها «إهانة ورفض العقل» وقد استوحى هذا العنوان من كتابات المفكر الليبرالي الكلاسيكي في القرن التاسع عشر أليكس دو توكفيل في «الطريق إلى العبودية». الكتاب نشر أولاً في بريطانيا من مؤسسة روتلج في مارس 1944 أثناء الحرب العالمية الثانية وكان شائعاً نوعا ما، مما أدى بهايك إلى أن يسميه «الكتاب الذي لايمكن الحصول عليه». نُشر الكتاب في الولايات المتحدة عن طريق مطبعة جامعة شيكاغو في سبتمبر 1944 وحقق شعبيةً كاسحة. وقد نشرت منه نسخة مختصرة في أبريل 1945 في إحدى الدوريات المتخصصة في الكتب مما أتاح ل «الطريق إلى العبودية» أن يصل إلى جمهور أوسع بكثير من الأكاديميين.
الطريق إلى العبودية حقق تأثيراً كبيراً في اقتصاد القرن العشرين سواء المحافظ أو الليبرالي، وكذلك في الخطاب السياسي واليوم كثيراً ما يتم الإشارة إليه من قبل المحللين.

## روابط خارجية
- الطريق إلى العبودية على موقع الموسوعة البريطانية (الإنجليزية)